# 有馬急行線
有馬急行線（ありまきゅうこうせん）は、大阪府大阪市北区と兵庫県神戸市北区有馬町を結ぶ阪急観光バスが運行している高速バスである。

## 路線概説
もともと大阪と有馬温泉を結ぶ路線は阪急電鉄の前身である箕面有馬電気軌道が建設を計画していたが、諸事情により宝塚 - 有馬の建設を断念したため、当路線が1948年7月15日より運行を開始した。かつては一般道路を経由していたが、1972年から1976年にかけて中国自動車道への載せ替えを経て、現在は全ての便が中国道を経由している。種別は途中の停留所には止まらない特急便と、新大阪と千里ニュータウンの2箇所に止まる急行便の2系統が運行されている。2008年8月31日までは宝塚インター、西宮名塩、西宮北インター、山口支所前、上山口、中野の各停留所にも止まる各停便も存在していた。また1989年6月から1996年7月までは西宮市北六甲台を経由する系統も設定されていた。
2017年7月13日からは、外国人観光客増加の対応のため、大阪国際空港（伊丹空港）を経由する便が3往復設定され、直通便も増便された。

### 一般路線バスであり、高速バスではないことについて

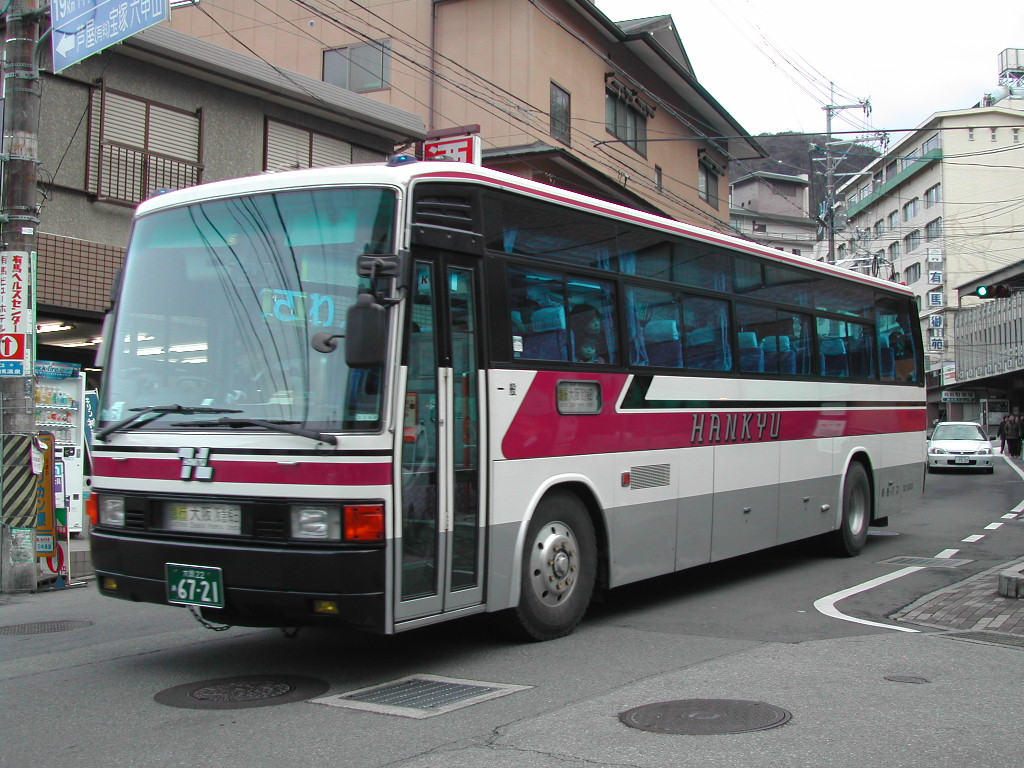
有馬急行線

高速道路を経由するため、この有馬急行線は『一般路線バス』ではなく『高速バス』であるという認識が一般的であるが、実際には『一般路線バス』である。阪急バスの公式WEBサイトや利用者向け告示などでは『高速バス』と表記がなされているが、これはあくまで案内上であり、阪急バス株式会社の発行する社内広報誌やガイドブックにおいても「高速バスを除いて一般路線の中で最も運賃が高いのは有馬急行線である（1995年現在）。」と記されており、阪急バスの高速バス路線の総称である『高速線』と『有馬急行線』とはそれぞれ別々に表記されている。また、かつて阪急バスは高速バスと路線バスの乗務員の制服が異なっていたが、有馬急行線の乗務員は路線バス乗務員の制服を着用していた。さらに、運行距離も50km未満であり、『高速バス』の条件には一致しない。従って、高速道路経由の急行路線バスとして分類される。なお、一般路線バスではあるが、阪急バスや阪神バスの一般路線で使えるICカードの「hanica」は利用不可になっている。

## 運行会社
- 阪急観光バス本社→大阪営業所・中津営業所（2013年4月1日より共同運行化の後、2021年9月25日から単独運行）[7]

過去の運行担当
- 阪急バス豊中営業所（2020年12月9日まで）→大阪営業所（2021年9月24日まで運行）

## 車両
- いずれも55人乗り（補助席10席含む）[8]ハイデッカー車を使用。

## 運行系統
- 特急 所要時間55分
  - 大阪梅田（阪急三番街高速バスターミナル） - 有馬温泉
- 急行 所要時間60分
  - 大阪梅田（阪急三番街高速バスターミナル） - 新大阪 - 千里ニュータウン - 有馬温泉
新大阪・千里ニュータウンは有馬温泉行は乗車のみ・大阪梅田行は下車のみ扱い。
- 空港 大阪国際空港～有馬温泉所要時間30分　大阪梅田～有馬温泉所要時間60分
  - 大阪梅田（阪急三番街高速バスターミナル） - 大阪国際空港 - 有馬温泉
大阪国際空港は有馬温泉行は乗車のみ・大阪梅田行は下車のみ扱い。
- 各停（2008年8月31日まで運行）
  - 大阪梅田（阪急三番街高速バスターミナル） - 新大阪 - 千里ニュータウン - 宝塚インター - 西宮名塩 - 西宮北インター - 山口支所前 - 上山口 - 中野 - 有馬温泉

## 便数
2021年5月現在（正規ダイヤ）
- 大阪梅田→有馬温泉 18便
- 有馬温泉→大阪梅田 19便